# La Parrocchietta
La Parrocchietta è un'area urbana moderna della Roma periferica, facente parte del suburbio Portuense e amministrato dal Municipio Roma XI.
La zona, situata su una collina fra le vicine zone di Casaletto e Trullo, era un tempo una collina abitata isolata e tranquilla, mentre oggi è collegata con l'EUR tramite il viale Isacco Newton.
Il nome Parrocchietta potrebbe derivare dalla Torre della Parrocchietta (torre ottocentesca) situata in viale Newton.

## Assetto urbanistico

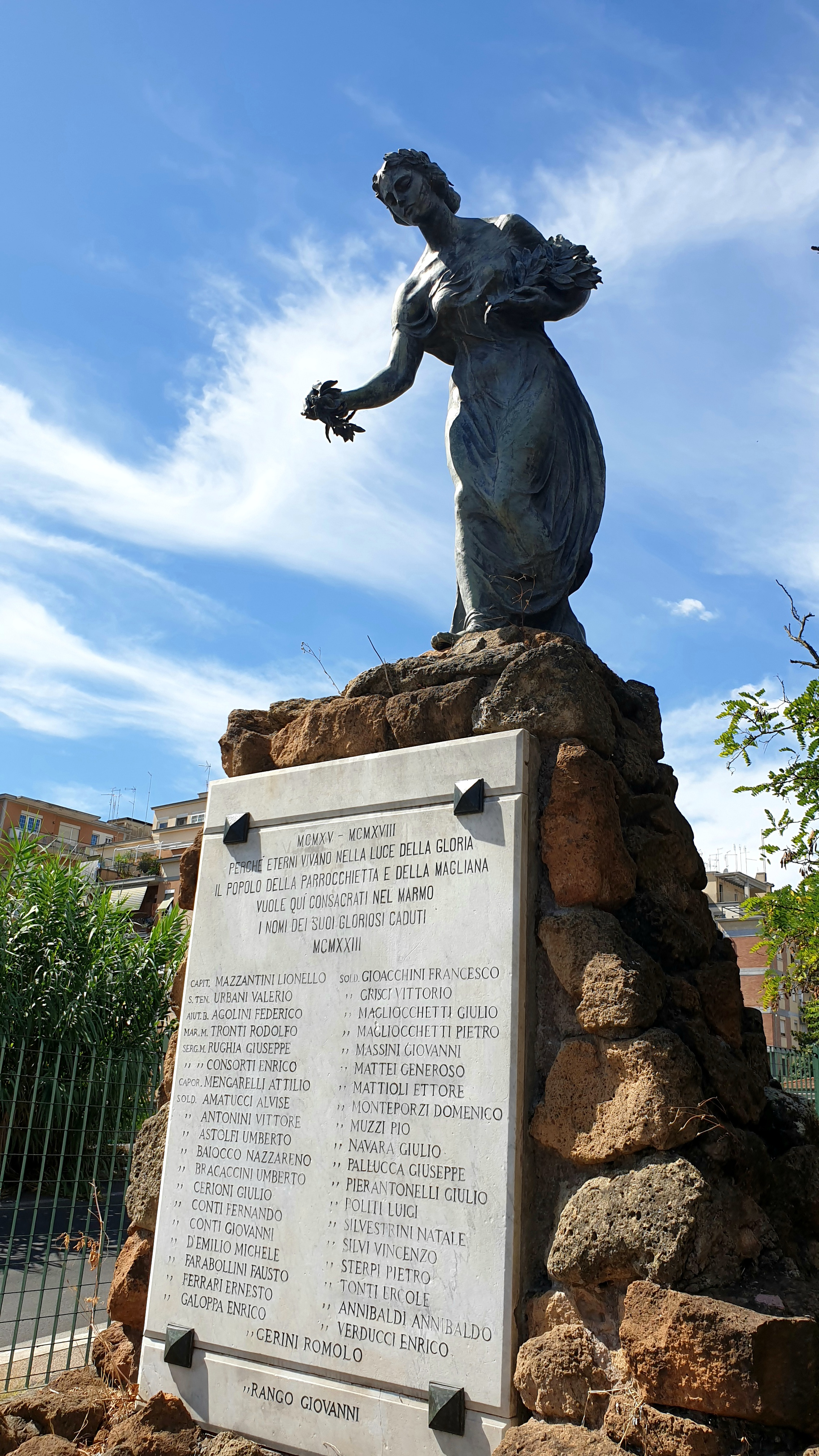
Monumento ai caduti 1915-18: la Vittoria dolente

La Parrocchietta si articola lungo via San Pantaleo Campano, la strada principale, ed è inserita in un'area verde protetta, la Riserva naturale della Valle dei Casali. Questa situazione si riflette sul particolare assetto urbanistico del quartiere: le strade sono tutte strette e spesso ad unico senso di marcia e mostrano, accanto a complessi condominiali degli anni settanta, alternarsi di ville, case popolari e, soprattutto, di alcuni casali, in parte ristrutturati ed adibiti ad abitazione, in parte diroccati.
Sulla via Portuense fu eretto nel 1923 un monumento in memoria dei caduti nella guerra 1915-18 della Parrocchietta e della Magliana. Nel 1992, a causa dei grandi lavori sulla via Portuense, la bella scultura in bronzo di Torquato Tamagnini raffigurante una Vittoria dolente, fu spostata dalla sede originale e ricollocata in via Palmieri.

## Trasporti
In passato collegata solo da linee di autobus lungo le vicine via Portuense, via del Trullo e viale Isacco Newton, da pochi anni la zona è attraversata dalla linea dell'Atac 711, che però, data la difficoltosa accessibilità delle strade, percorre, in un solo senso, solo metà della strada principale.
La stazione metro più vicina è EUR Magliana (Linea B), distante però qualche chilometro.
Meno distanti sono le stazioni di Magliana e di Villa Bonelli della linea ferroviaria FR1.

## Strutture
Ha sede nel quartiere l'emittente romana Ies, che ha preso il posto di Telesalute, i cui studi televisivi si trovano nel park hotel Blanc et Noir.
Luoghi importanti sono la scuola elementare "Gino Capponi" e la parte commerciale.
Poco prima di piazza Scansano è stato collocato un piccolo monumento.